# 10141 Gotenba
10141 Gotenba eller 1993 VE är en asteroid i huvudbältet som upptäcktes den 5 november 1993 av den japanska astronomen Satoru Otomo i Kiyosato. Den är uppkallad efter den japanska staden Gotemba.
Asteroiden har en diameter på ungefär 9 kilometer och den tillhör asteroidgruppen Eunomia.